# 川越ゆい
川越 ゆい（かわごえ ゆい、1993年8月8日 - ）は、日本のAV女優。ARMプロモーション所属。

## 略歴・人物
埼玉県出身。着エログラビアなどの活動の後、2013年にAVデビューしたロリ系のAV女優。2014年10月11日、東洋ショー劇場にてストリップデビュー。 
2019年に映画『桃源郷的娘』ヒロイン役に抜擢され、「ゆうばり国際ファンタスティック映画祭2019」のオフシアター・コンペティション部門で上映された。
2022年9月1日、妊娠6ヶ月であることをTwitterで報告。出産及び養育が落ち着くまでAV女優業、ストリップ業は復帰を前提として休業する。9月25日には妊娠後初めて紺野ひかるとのトークイベントに出演した。
出産後もセクシー女優を継続。当初は母乳作品への憧れがあったが、心身的にストレスになったことで4～5本で打ち止めとし、若妻役が中心となった。シングルマザーながら養育費はもらえている状況だと公表している。

## 作品

### アダルトDVD
2013年
- ギリギリなんて、もう我慢できない! 着エロアイドル AVデビュー（10月1日、キャンディ）
- 地下アイドルのSEXバイト 「メジャーデビューしたい私を支えてください…。」（12月25日、オーロラプロジェクト）
- 美少女孕ませ近親相姦（12月25日、マルクス兄弟）
- エッチな御奉仕パーフェクト! ボクだけの美少女メイド（12月27日、TMA）
- 女子校生の指入れオナニー（12月27日、TMA）

2014年
- 女子校生オマ○コ見せつけ手コキ 6（1月4日、OFFICE K'S）
- 女子校生オマンコおっぴろげダンス 3（1月4日、OFFICE K'S）
- 地下哀ドルストーリー 「ちゃんとデビューするには、こんな恥ずかしいコトしなければいけないんですか…?」（1月13日、オーロラ・プロジェクト）
- 教え子と子作り新婚生活（11月23日、アイエナジー）
- ブレインウォッシュ中出し ヘラヘラしてるけどそれ大事だぞ!セックスに慣れきって中出しを軽く考えている女の子に中出しの恐怖と公開セックスの異常さを深く植え付け初心で羞恥心の塊だったあの頃に戻して容赦なく生中出し!（1月23日、michiru）
- 学校でチ●ポを見せつける男たち（2月7日、OFFICE K'S）
- JKディルドオナニー 5（2月7日、OFFICE K'S）
- 女子校生のオマ○コ汁 Vol.10（2月7日、OFFICE K'S）
- 洗脳中出し（2月23日、michiru）
- 憧れのお姉さんと密着かくれんぼパンチラ（2月23日、アロマ企画）
- 黒パンスト×タイトスカート エロチシズム IV（3月20日、アロマ企画）
- 学校でチ●ポを見せつける男たち（3月24日、OFFICE K’S）
- けしからん挑発で訪れる男を翻弄！ 小悪魔姉妹の住む家（4月8日、アロマ企画）
- くすぐり◆パンティーマッサージ vol.4（4月15日、ワニッチ）
- 全裸角オナニー 3（4月20日、アロマ企画）
- 小悪魔JK 大胆パンチラコレクションDX2（4月20日、アロマ企画）
- パイパン純情 JK 川越ゆい（4月21日、クリスタル映像）
- 家庭教師の僕が受け持つ女の子たちはいつもミニスカで挑発して授業をサボろうとしてくる。（4月25日、プレステージ）
- 二人の可愛い妹たちと仲良く寝ていた俺は、とりあえず左隣で寝ている妹とSEXした。（5月9日、TMA）
- 放課後セラブルニーソックス（5月15日、プレステージ）
- M字開脚で向かい合い至近距離でパンチラ見せながら手コキしてくれるご奉仕系おんなのこ（5月20日、アロマ企画）
- JKディルドオナニー 5（5月27日、OFFICE K’S）
- 女子校生のオマ○コ汁 Vol.10（5月28日、OFFICE K’S）
- 月刊 パンティストッキングマニア Vol.26 誘惑パンティストッキングオナニー（6月4日、OFFICE K’S）
- 妄想 恥じらいパンチラ2（6月8日、アロマ企画）
- 街を歩いてる女の子に「履いてるパンツを売って下さい！！！」と懇願した結果www（6月15日、ワニッチ）
- 美少女の監禁飼育ビデオ 6 川越ゆい（6月23日、プラネットプラス）
- おるすばん 退屈な少女に訪れた4つの初体験 02 ゆい（7月25日、プラネットプラス）
- 変態的レズ 3 川越ゆい 加藤ツバキ（7月27日、レズ狂四郎の部屋）
- 雌臭嗅ぎあいレズビアン（7月27日、ゑびすさん/妄想族）
- 女子校生オマ○コ見せつけ手コキ 6（7月28日、OFFICE K’S）
- 短小・包茎・射精 男性器に興味津々の少女達 保健体育の時間（8月5日、フリーダム）
- 自宅で2人きりになった貧乳女子の浮きブラ乳首チラ見えに発情してしまった僕の股間（8月7日、アイエナジー）
- 胸チラしているのに気付かず働く担当看護師に手を出しちゃった俺（8月7日、アキノリ）
- イラマチオ咽喉セックス50人4時間（8月15日、湘南/妄想族）
- 潮吹き乱交エンジェル ～潮も滴るいい女達の大乱交～（8月17日、カリビアンコム）
- 女子校生のムチムチの太ももで責めまくられた（9月5日、フリーダム）
- 悪戯小便娘（9月20日、プールクラブ・エンタテインメント）
- マンコ図鑑　川越ゆい（9月22日、カリビアンコム）
- 美少女びちゃびちゃオナニー8時間（9月27日、キャンディ）
- オフィスラバーズ ～覗かれた二人の秘密～　 篠めぐみ 川越ゆい（9月27日、カリビアンコム）
- 叔父達に飼われている少女4 川越ゆい（9月28日、中嶋興業）
- 顔騎放尿学園 まじめ少女達が小便でお仕置きよ（10月05日、フリーダム）
- 玩具責めで何度もイッちゃった美少女 8時間（10月25日、キャンディ）
- エッチな御奉仕パーフェクト！ ボクだけの美少女メイド（10月30日、TMA）
- 幼艶ガールズ・クライシス 美少女（秘）捜査官拷問 第二話:復讐される女子校生 狂乱快楽調教の宴 川越ゆい（11月02日、BabyEntertainment）
- 競泳水着 顔面騎乗 2（11月5日、フリーダム）
- 淫語パンモロ女子校生 淫語と黒タイツ女子校生（11月7日、映天）
- パンチラ、お話し喫茶店。（11月08日、アロマ企画）
- センズリ用 美少女たちのつるりんま○こ 見せつけ挑発×レズビアン 2（11月8日、アロマ企画）
- メイドCollection 4時間（11月9日、MARX）
- 異常監禁 川越ゆい（11月20日、アイエナジー）
- 喰い込み少女股間責め 2 川越ゆい（11月30日、中嶋興業）
- NON STOP FUCKING！！美女100人の100連続FUCK8時間（12月1日、クリスタル映像）
- 【完全版】指入れオナニー50人4時間（12月12日、湘南/妄想族）
- 教師も生徒も喋る時はマ○コを開閉させるのが校則！常にオマ○コくぱぁ オカズだらけのマンビラ御開帳学園（12月20日、ROCKET）
- 羞恥洗脳！ハイグレ人間にされちゃった（12月20日、ROCKET）

2015年
- 乱交・レズ・レイプ・中出してんこ盛り（1月11日、CREAM PIE）
- ずっと一緒に…。vol.01 ゆい編（1月14日、アウダースジャパン）
- 女子校生黒タイツドラマ クロドラ（1月21日、映天）
- 遠距離恋愛中の婚約者が田舎の老人達にちょめちょめされていました 川越ゆい（1月22日、タカラ映像）
- 哀願少女契約 川越ゆい（1月26日、中嶋興業）
- e-kiss THE BEST 7 8時間100選！！（2月1日、クリスタル映像）
- 女子校生パンチラパンモロ物語 可愛い淫語とパンツドラマ「大好き！愛してる！」って告白されてみよう編（2月14日、映天）
- キャンディ美少女BOX 76人16時間コンプリート（2月28日、キャンディ）
- 女子校生日常的強風パンチラ 6（3月7日、映天）
- 素人着エロ撮影騙して中出し受精ファック（3月9日、MARX）
- 未発育ロリ専科 特殊レズ浴場 3 （3月9日、MARX）
- 女子校生パンチラヨガ（3月23日、映天）
- 淫語とパンモロ女子校生 もし、川越ゆいがあなたのことを大好きな可愛くてエロい女子校生だったらスペシャル（3月24日、映天）
- 電マ女子校生 ねぇ…電マの使い方…教えてくれますか？（3月26日、映天）
- 美少女3P 8時間（3月28日、キャンディ）
- PANDORA パンツドラマ【パンドラ】 （3月31日、映天）
- ロードファイター シャオメイ 川越ゆい（4月3日、STUDIO2.5）
- 鬼百合女子校の拷問部（4月9日、ROCKET）
- 変態すぎる女子校文化祭（4月23日、ROCKET）
- 催眠モルモットF 川越ゆい（4月25日、トラウマアート）
- 催眠×変態公衆便所タンツボ肉便器女 川越ゆい（5月7日、グローリークエスト）
- ドッキリ失神メモリアル2 ～本当に情けない女性たち～（5月14日、トラウマアート）
- 女子校生シコれるディルドーフェラ（5月21日、映天）
- キモチ良すぎて小便出ちゃう！！快感おもらしオナニー！（5月27日、OFFICE K’S）
- パンチラ見てたら挑発オナニーしてきたエロ女たち 2（5月27日、OFFICE K’S）
- 厳選美少女100本番8時間（5月30日、キャンディ）
- 5人の毛のない小さな女の子4時間（1月11日、プラネットプラス）
- 羞恥洗脳！ハイグレ人間にされちゃった2 ハイグレ星人の侵略編（6月6日、ROCKET）
- 恋文 ～純愛・百合女子校生 荒木まい 川越ゆい（6月12日、V＆R PRODUCE）
- JKオナトレ 女子校生オナニートレーナー 私なりに精一杯愛情込めて教えてあげるね…編（6月17日、映天）
- CHLORO SISTER（6月28日、トラウマアート）
- 女子校生黒タイツドラマ クロドラSP これまでのクロドラ編（7月10日、映天）
- 少女睡眠薬強姦映像集4時間（7月14日、I.B.WORKS）
- 敏感な乳首（7月26日、ゑびすさん/妄想族）
- 好奇心旺盛な未発育ロリ娘たちが初めての性感ローションとレズプレイで未知の快感に大興奮！同性愛ウラ風俗のすべてを見せちゃいます！！（8月9日、MARX）
- 究極のオナサポ W手コキで天国を見ろ！（8月16日、MARX）
- 女子校生文化祭模擬店 ちら見せオナサポ喫茶SP（9月1日、アロマ企画）
- 女子校生オナニートレーナー JKオナトレ 君がちょっとMだって知ってるよ…編（9月7日、映天）
- 幼さの残る20名のスク水美少女8時間（9月16日、クリスタル映像）
- 電マ女子校生 僕の彼女は電マに逆らえないらしい編（10月3日、映天）
- ロリ専科 出張オイルマッサージ 美少女騙し撮り（10月25日、グレイズ）
- 【美鼻限定】可愛い子ちゃんのお鼻がオヤジの臭い口臭・唾液で舐め犯されるビデオ（10月30日、ゑびすさん/妄想族）
- 激しい【口臭・顔舐め・唾液】責めで愛し合う親友同士のレズ（10月30日、ゑびすさん/妄想族）
- 女子校生【オナニートレーナー】オナトレ（11月3日、映天）
- 電マ女子校生 イキたがる女子校生をじっくり焦らしたった編（11月5日、映天）
- 同棲彼女に尽くされSEX SP（11月6日、アウダースジャパン）
- たっぷりシコれる しゃがんだ女子校生 VOL.2 私のしゃがんでるトコそんなに見ると好きになっちゃうよ編（11月7日、映天）
- 女子校生パンチラパンモロドラマ 可愛い淫語 川越ゆいスペシャル（11月17日、映天）
- 女子校生パンモロパンチラ研究会 モチ研（11月19日、映天）
- オヤジを狂わす淫乱娘 川越ゆい（11月22日、ながえスタイル）
- 電マ女子校生 クッション騎乗位で興奮してからの焦らし編（11月25日、映天）
- 女子校生【オナニートレーナー】オナトレ 私達がヌかせてあげるからたっぷり出してね編（11月27日、映天）
- あの夏、いちばん濡れたまわし（11月29日、FAプロ）
- ストッキングフェチ 黒パンスト×タイトスカートエロチシズム BEST 美脚なお姉さんの艶かしい行為 15名（12月8日、アロマ企画）
- 全裸オイルキャットファイト6 無差別級ドリームGP2015天下統一（12月10日、ROCKET）
- レズ接吻（2） 15組（12月28日、ゑびすさん/妄想族）

2016年
- 胸ぐら掴みワールド ～輝ける不毛な争い～（1月20日、トラウマアート）
- 生徒たちに晒し者にされた女教師 立花仁美先生 生徒編（2月6日、ROCKET）
- 女子校生に射精管理されてみませんか？主観映像で6日間分のエロ行為ドラマ 川越ゆい（2月17日、映天）
- ちっぱい少女に強制中出しセックス12人（3月1日、プラネットプラス）
- 挑発パンチラBESTIV ～ヌケる表情とヌケるチラリズム～（3月1日、アロマ企画）
- B.B.ボーイズに目覚めちゃった僕。 挑発パンチラ＆全裸オプション（3月8日、アロマ企画）
- 女子校生黒タイツ物語 女子校生の黒タイツから目が離せないあなたへ…編（3月10日、映天）
- くい込み限界露出！第2回マン肉プニプニ鑑賞会～出ちゃったらごめんあそばせ（3月21日、パラダイステレビ）
- ベイビーエンターテイメント総集編 美少女戦士錯乱乙女の舞 屈辱嬲り地獄絵図BABY BOMB（4月3日、BabyEntertainment）
- 女子校生オナニートレーナー JKオナトレ Mっぽいあなたのこと嫌いじゃないよ…編（4月7日、映天）
- 新パックリまんこアップ 5（4月20日、サルトル映像出版）
- 見つかっちゃったオナニー（4月28日、ゑびすさん/妄想族）
- DID 囚われの危機に陥る女たち（4月28日、シネマジック）
- 監禁恋愛 女子校生を監禁して恋愛飼育してみませんか？ 川越ゆい（5月16日、映天）
- 極悪接客指導 ブラックメイド喫茶の女 川越ゆい（5月16日、シネマジック）
- 電マ女子校生 生脚も黒タイツも全員焦らしたった編（6月6日、映天）
- ドMなあなたをいぢめてくれる女子校生達（6月14日、映天）
- 淫乱検証 ～ゆいの気持ち良いトコ全部教えてあげる～（6月14日、カリビアンコム）
- 囁き系 JKオナトレ 女子校生オナニートレーナー（6月17日、映天）
- 女子校生のディルドーフェラ 2 私がしゃぶってるトコ見てシコって編（6月21日、映天）
- 新入女子社員セクハラ耐久テスト！社内で痴漢セクハラし放題！！エロ親父に対する忍耐力を試していたら、声も出さずに感じまくりパンツはびしょ濡れ！新人女子社員はソソル痴漢好き女子だった！！（6月23日、SOSORU×GARCON）
- 完全撮りおろし！主観フェラ抜き体験8時間！Vol.2 貴方を射精させてくれる38人の美少女たち（6月25日、オーロラプロジェクト・アネックス）
- 【スマホ推奨】羞恥洗脳！ハイグレ人間にされちゃった（7月5日、ROCKET）
- 【スマホ推奨】教師も生徒も喋る時はマ○コを開閉させるのが校則！常にオマ○コくぱぁ オカズだらけのマンビラ御開帳学園（7月5日、ROCKET）
- たっぷりシコれる しゃがんだ女子校生 VOL.3（7月8日、映天）
- 本屋でエロ本を立ち読みして勃起してしまった僕。これはマズイと周りをうかがうと巨乳でソソる女店員と目が合ってしまった。彼女の視線を感じながらますます勃起していると、後ろから巨乳を押しつけ僕の乳首や股間を触ってくる。（7月21日、SOSORU×GARCON）
- ●学時代のクラスのマドンナと結婚した地元の親友の家に遊びにいったら全裸にバスタオル1枚のあの娘と鉢合わせ！！まさかのポロリにかつて夢にまで見た彼女の生オッパイに思わず目が釘付けに…（7月22日、ケイ・エム・プロデュース）
- キャンディ美少女BOX 全部本番80人16時間（7月30日、キャンディ）
- ヨダレまみれ顔面舐めレズ（7月31日、ゑびすさん/妄想族）
- 川越女郎蜘蛛　川越ゆい（8月6日、カリビアンコム）
- 秘密のオナニーパーティー（6）完全版～シ●ウト女性が一夜限りの出演！（8月21日、パラダイステレビ）
- 女監督ハルナの素人レズナンパ 104 女子力高めな同僚OL同士の嬉し恥ずかし初レズ貝合わせイキまくり体験！（8月22日、ピーターズ）
- 超絶倫夫の馬並みデカチンに人生を狂わされ…突然のDVセックスにも拒みつつ内心嫌じゃない貞淑妻（9月9日、ケイ・エム・プロデュース）
- レズのワタシが透明人間♀になった！女子校編（9月22日、ROCKET）
- 囁き系JKオナトレ 3（9月26日、映天）
- へそ穴ベロ掘削レズ（10月16日、ゑびすさん/妄想族）
- 電マまじイキ女子校生（10月18日、映天）
- 【スマホ推奨】羞恥洗脳！ハイグレ人間にされちゃった 2 ハイグレ星人の侵略編（10月21日、ROCKET）
- 女子校生にパンチラで挑発されパンパンに勃起した欲情ち○ぽをうっとり見つめてもらいながらシコシコしてしまった！！ エッチで無邪気なパンチラJK23人 240分（10月28日、ケイ・エム・プロデュース）
- 本気イキ レズ（10月30日、ゑびすさん/妄想族）
- 女子校生ディルドーフェラ×淫音強調録音（11月14日、映天）
- 貧乳×パイパン ロリ美少女SEX8時間（11月16日、クリスタル映像）
- 強制唾液天国 3 男の身体と心に唾を吐きかけ詰る6人娘への主観目線！（11月20日、レイディックス）
- 至近距離でパンチラを見せつけながら僕を射精まで導いてくれるご奉仕系女の子 24人 240分（11月25日、ケイ・エム・プロデュース）
- 焦らしてスンドメしてあげる めっちゃエロくて可愛い淫語満載ドラマ（11月29日、映天）
- 恋する美少女たちが本能のままに愛し合う女子校生レズビアン 5組5時間（12月9日、V＆R PRODUCE）
- マン汁・マンカス付きおま○こレズ（12月18日、ゑびすさん/妄想族）
- マネキンのフリして危機脱出（12月23日、レアルワークス）
- 私の可愛い淫語とカラダでオナニーさせてあげる！オナトレ＆囁き系オナトレ川越ゆいSPECIAL（12月27日、映天）

2017年
- ローレグ・ローライズ 隠しきれない小さな白パンティー（1月20日、アロマ企画）
- むちむち黒ストッキング×腿コキ 2（1月20日、アロマ企画）
- パイパンロ●ータ姉妹 8時間（1月27日、TMA）
- あなた専属 川越ゆい 痴女的淫語スリップ（1月30日、映天）
- 飼育された少女たちは中出し人形（2月1日、プラネットプラス）
- 【スマホ推奨】生徒たちに晒し者にされた女教師 立花仁美先生 生徒編（3月6日、ROCKET）
- 目上の女性の挑発パンチラ4 ～ひたむきお姉さんと探し物編～（3月8日、アロマ企画）
- 杭打ちピストン騎乗位2（3月8日、アロマ企画）
- バイノーラル録音 囁き系女子校生淫語スンドメ（3月16日、映天）
- 男は僕ひとりのハーレム水泳教室（3月18日、ROCKET）
- オナ狼 完全版～秘かにオナっている嘘つき女を当ててください！（3月19日、パラダイステレビ）
- 過敏な乳首 舐められて勃起する乳首レズビアン 2（4月16日、ゑびすさん/妄想族）
- 無防備パンチラをこっそり見ていた僕に気づいた女の子は、僕と目が合うと恥じらいながらも更に脚を広げ、モロに見せつけてくるからたまらん！（4月28日、ケイ・エム・プロデュース）
- フェラチオアームレスリング（5月18日、ROCKET）
- もしもあなたのお客様が川越ゆいだったら… 労働系主観ファンタジー（5月29日、映天）
- JKオナトレ こんな可愛い女子校生にシコり方教えてもらいたい！SPECIAL（6月26日、映天）
- 囁き系JKオナトレ 4 【バイノーラル録音囁かれながらオナニーしませんか？】（8月2日、映天）
- ヘンリー塚本 ちょいワルスケベ爺様どものみだらでいやらしい行為（8月12日、FAプロ）
- 女子校生のむらむらするパンチラ パンモロと可愛い淫語 1 HD（8月18日、映天）
- ガチンコレズ乱交バトル（8月24日、ROCKET）
- しゃがんだ女子校生のスカートの中味HD 【オナニーサポートもありVer.】（9月1日、映天）
- 絶対抜ける！ド迫力映像 あ～いくぅ その時女はエロスの極み（9月1日、FAプロ）
- 濡れてテカってピッタリ密着 神スク水 新型スク水 型番a●ena F●OTM●RK N●KE 川越ゆい（9月1日、親父の個撮）
- コンビニエンスストア 美人万引犯を捕まえろ！ 万引き！捕まえたら何しても良い？店内でやりたい放題ヤッた店員たちの記録（9月1日、レッド）
- バトルフューチャーF ミス・グレイス 廃人愛玩奴隷 川越ゆい（10月1日、GIGA）
- パンチラ見てたら挑発オナニーしてきたエロ女たちSpecial 4時間20名（10月6日、OFFICE K’S）
- 女子○生オマ○コおっぴろげダンス スーパーベスト4時間（10月6日、OFFICE K’S）
- 女子校生オナトレHD 女子校生からの上から目線でオナニーサポートSPECIAL（10月6日、映天）
- 女体化スキン～皮を被って異性に変身～（10月19日、ROCKET）
- 過激な接吻 極上の濃厚レズキス（10月29日、ゑびすさん/妄想族）
- 有名人気女優が逆ナンパ！ミッションクリアのカギは2人の連携！何回発射してもいいよ！開始してから9分50秒～10分の間の10秒間で発射できたらご褒美は生中出しセックス！女優には賞金！（11月2日、アイエナジー）
- Cinemagic DVDベスト30 PartXII（11月4日、シネマジック）
- 聖少女拷問全集 残酷な絶頂処刑に発酵する若き女体の匂い THE Baby Entertainment GOLD BEST（11月4日、BabyEntertainment）
- 女子校生の黒タイツと淫語ドラマHD（11月10日、映天）
- ヘンリー塚本 やる！ おいしい可愛い女の秘部（11月10日、FAプロ）
- 催眠RED 限界催眠 川越ゆい 上巻 家畜催眠の章（12月3日、催眠RED）
- 完全主観有名女優の中出しソープ（12月7日、アイエナジー）
- ヘンリー塚本 接吻クレイジー 第二弾！！（12月10日、FAプロ）
- 囁き系女子校生オナトレHD 1，2，3 出演女優全員編（12月15日、映天）
- パンチラ好きのあなたがフルボッキでシコシコ出来る！美少女達のパンモロ挑発＆センズリサポート 20人240分（12月22日、ケイ・エム・プロデュース）
- 催眠RED 限界催眠 川越ゆい 下巻 催眠家具の章（12月24日、催眠RED）
- ゆい 性感マッサージ（12月29日、親父の個撮）
- ビクセン総集編8 女に虐め嬲られる女達（12月31日、シネマジック）

2018年
- 女子校生のお尻と可愛い淫語HD（1月5日、映天）
- 実話再現NTRドラマ 飲酒運転撲滅 交通事故翌日ネトラレ 悲劇の家族崩壊 川越ゆい（1月13日、熟女はつらいよ）
- パンチラ見てたら挑発オナニーしてきたドスケベな小悪魔美少女たち（1月19日、OFFICE K’S）
- 女子校生の黒タイツと淫語ドラマ2 HD（2月2日、映天）
- ローション、墨汁、どろんこまみれ! ウェット＆メッシー (WAM) AV女優○×クイズ（2月8日、ROCKET）
- 美女の腋 匂い舐めぶっかけ鑑賞（2月16日、ゑびすさん/妄想族）
- つるりんま○こパイパン美少女 スジマンドアップ＆挑発オナニー（2月23日、ケイ・エム・プロデュース）
- ちっぱい少女に濃厚中出しセックス12人（3月1日、プラネットプラス）
- 電マ女子校生 HD（3月2日、映天）
- ヘンリー塚本 奴隷制度復活 弄ばれる美しき女体（3月11日、FAプロ）
- 極楽! シゴキまくられる手コキ射精 26人4時間（3月23日、ケイ・エム・プロデュース）
- こぶ縄くいこみ触手棒責め 生殖器をしごかれ悶絶する女たち2（4月1日、シネマジック）
- ヘンリー塚本 猥褻図画エロ本（4月8日、FAプロ）
- ディルドーフェラ女子●生（4月13日、映天）
- 人並み外れたデカチンに絶倫夫! 夫のデカチンに苦痛を感じながらも最近具合いがよくなってきてドスケベになってきた妻 4時間9人（4月15日、ルビー）
- 妻の妹が嫁の居ない時を狙ってやってくる! ヤリタイ盛りのビッチ妹に近親SEX盗撮（4月20日、STAR PARADISE）
- 魔法のストップウォッチで仲居さんや宿泊客たちを?! 時間よ止まれ! チラリズム! 旅先の温泉旅館でやりたい放題! めくり放題! のぞき放題! さわり放題! なんでもやり放題?!（4月21日、レッド）
- 東京スペシャル480分ベスト総集編 サッカー部合宿 女子マネージャーに起こされた男子部員の朝勃ちしたチ○ポがあまりに大きくてBEST 「朝練の時間だよ!起きて! えっ!! お、おおきい…」48名（5月3日、東京スペシャル）
- 女子校生のむらむらするパンチラ、パンモロと可愛い淫語2 HD（5月11日、映天）
- ヘンリー塚本 青姦 ヌケるド迫力映像（5月13日、FAプロ）
- 偏差値35底辺Fラン大学 俺ら名門女子大生専門の昏睡レイプサークル どうだ? DNAが拒否するほど低偏差値な俺らのチ○ポをいれられて中出しされた感想はwww（5月20日、レッド）
- 昔はよく遊んだねぇ あの頃と随分変わったねぇ 葬儀で数年ぶりに大人になって再会した親戚と不謹慎ながらめちゃくちゃセックスした話 2 「ねぇだめよぉ親戚同士こんなこと 昔はこんなんじゃなかったじゃない ハぁハぁ」（5月20日、レッド）
- 夜になると動き出すエッチなマネキンだらけの秘宝館（5月24日、ROCKET）
- 露天風呂 覗き常習犯の男が昏睡薬を入手し昏睡○○○していた顛末2（6月2日、東京スペシャル）
- ヘンリー塚本 熟女 ネコとタチ（6月10日、FAプロ）
- 女子●生 風でめくれるスカートとパンチラとパンモロ（6月15日、映天）
- ムッチリ女子校生ブルマ（6月18日、デジタルアーク）
- 階段女子○生物語（6月29日、映天）
- 子供の頃に住んでいた団地の女の子と数年ぶりに再会したら超美人に!? 当時隠したタイムカプセルを探しに地下に行ったらそこには小さい頃よく遊んだ秘密基地があって… 4 「えっ、そんなことヤメテ! 友だちなのに、私、来月結婚するのだから…」（6月30日、東京スペシャル）
- 潮吹き大乱交 マ○コ会中出し飲み会（7月1日、MILK）
- パイパン美少女中出し18人（7月8日、イノセント/HERO）
- 微乳の18歳限定!! ちっぱい美少女12人（8月10日、UMANAMI/ケイ・エム・プロデュース）
- ボクが知らない彼女の真実 寿退社しボクと結婚する彼女の上司から送られてきたDVD 会社の上司から脅迫されていた彼女は…（8月25日、レッド）
- 高偏差値! ご令嬢女子大生たちのリアル! このビデオは大学サークル幹部が撮影した有名大学ヤリサーの実態である。4（8月25日、レッド）
- プリ尻スク水女子校生 お尻が大っきいから下尻ハミケツ水着（9月7日、デジタルアーク）
- ねぇ、私と同棲しようよ?（9月7日、部活動）
- 常に乳首責めメンズエステ 2（9月20日、アイエナジー）
- 迫る壁チ○ポ脱出クイズ（9月20日、ROCKET）
- もう死んだってかまわない! 超ラッキーの連続で巻き起こるスケベ過ぎる一日! 鼻血が止まらないくらいの夢のエロハプニング続出! 10（10月19日、ゴールデンタイム）
- 求む 絶倫彼氏 10回中出しするまで帰さないハメっぱなしの快楽追求型イチャイチャ淫乱デート（11月1日、MILK）
- 姉妹で奪い合うハーレム3P連続中出しSEX どっちのオマ○コが好きなの?（11月1日、MILK）
- 空港近くの秘湯混浴露天風呂はフライト帰りのCAたちに人気の穴場スポット! そこで地酒を飲ませてデカチンみせつけたらヤレた話 3（11月7日、東京スペシャル）
- 喧嘩から始まるストリートレズバトル（11月22日、ROCKET）
- ヘンリー塚本 ナマナマしいファック 人生いろいろ（12月13日、FAプロ）
- 淫語学園JOI地獄（12月14日、REAL/レアルワークス）

2019年
- TSFYA レンタル憑依ボディ始めました。（1月24日、ROCKET）
- この世は男と女だけ パート先のオヤジの接吻と前戯で堕ちた人妻（2月28日、タカラ映像）
- 真・時間が止まる腕時計 パート12（3月7日、ROCKET）
- この世で一番美味い丼ぶり 母娘(おやこ)丼ぶり（3月13日、FAプロ）
- デカチンと結婚生活と私 痛い… 苦しい… でも離れたくない… 巨根夫の身勝手セックスに翻弄される人妻たち 9人4時間（3月15日、プレステージ）
- 解禁! マ○コ会 飲尿 浴尿レズビアン 完全ノーカットスペシャル（4月4日、MILK）
- 催眠凌辱 川越ゆいvs催眠術師RED 奥義を極めるトランスエロス（4月25日、催眠RASH）
- 女子大生限定ナンパ! AV女優が教えるスペシャル素股に思わずチ○ポが生進入 ガン突きハードピストンでイキまくり非常痴態宣言!!（5月2日、MILK）
- ご奉仕の着衣尻（5月25日、アロマ企画）
- オナサポせんずり鑑賞（5月25日、アロマ企画）
- ブリーフの穴から引っ張り出した竿を喉奥に含んだまま亀頭を舌でかき混ぜ続ける最強に気持ちいいフェラチオ（5月25日、アロマ企画）
- こっそり角オナニー 5（6月13日、アロマ企画）
- TSF 僕はドッペルゲンガール（6月20日、ROCKET）
- エビ反りピストン騎乗位 2（6月25日、アロマ企画）
- 催眠凌辱 川越ゆいvs催眠術師RED 多重感情とクリ・チャネリング（6月25日、催眠RASH）
- スーパーヒロインドミネーション地獄 39 騎装戦隊ブリッドレンジャー ～ピンクブリッド～（7月12日、GIGA）
- 胸の谷間に顔埋めてもみもみパフパフしたりおっぱいチューチュー吸いながら雑巾絞りオイル手こきで昇天する（7月13日、アロマ企画）
- お尻の穴の収縮とシワの本数までバッチリ分かるアナルひくひくオナニー 2（7月25日、アロマ企画）
- 汗かき汗だく腰ふりピストン騎乗位（7月25日、アロマ企画）
- 篠崎かんなレズ解禁作品 義母レズ調教（8月22日、アイエナジー）
- 貞淑妻 奈落の性奴隷（9月7日、アタッカーズ）
- ちんシャブ大好き女（9月13日、REAL/ケイ・エム・プロデュース）
- クルンと性別反転! TSF アバターミラー 2（9月26日、ROCKET）
- 変態メガネ女子はじめます。あなたの精子と唾液で私のレンズを汚してください。（10月3日、MILK）
- 発育途上のパイパン美少女に濃厚中出し40人（10月11日、ケイ・エム・プロデュース)
- ギンギンのち○ぽをムッチムチの腿まんに挟まれて思いっきりシゴかれながらドピュッ!（11月22日、ケイ・エム・プロデュース)
- 【VR】「制服・下着・全裸」でおもてなしまたがりオマ○コ航空VR 2（12月5日、SODクリエイト)
- WILD ONE ＋ VIBE BAR presents 春のデンマ祭り2019 完全版（12月20日、パラダイステレビ)
- 最強属性特別編 3周年記念 小西まりえ/川越ゆい（12月20日、プレステージ)

2020年
- 【VR】VR ぼくたちの青春 ノーモザイク（1月30日、ガン見隊）
- マ○コ会、奪い愛。寝取り寝取られ修羅場NTR（2月13日、MILK）
- 2019年REAL総決算4時間BEST（2月14日、レアルワークス）
- GIRL’S CH 監禁・拘束・無理イキ select（3月5日、GIRL’S CH）
- マ○コ会 極上ハーレムソープランド（3月12日、MILK）
- えっちな巨乳お姉さんの淫語かたりかけぐちゅぐちゅ乳首イジリっ放しオナニー3（3月26日、アイエナジー）
- 汗まみれの美女がひたすらイキまくる熱帯夜 完全版（4月3日、パラダイステレビ）
- 【VR】W他出演BEST ～2人いればエロさ倍増スペシャル～（4月5日、KMPVR-bibi-）
- 黒人ブラザーのブラックメガチ○ポで失神寸前イキまくり絶叫FUCK 川越ゆい（4月15日、ピーターズMAX）
- 規格外のデカチン！絶倫男に毎日求められアソコが壊れるくらいにデカチンをブチ込まれる!（5月15日、ケイ・エム・プロデュース）
- 【VR】祭りだ！宴だ！VRだ！KMPVR-bibi-総決算 100タイトル300分激盛りBEST!!（5月16日、KMPVR-bibi-）
- ザ・ガマン！！！スケベな責めに耐える巨乳美少女!!!（5月31日、AV）
- 奴●色のステージ 調教の日々（8月7日、龍縛）

2021年
- いつでもどこでもシコシコピュッピュッ！ショタ専用「射精初心者マーク」（1月21日、ROCKET）
- イラマチオ 喉奥飼育（2月19日、ドグマ）
- イケメン部下相部屋NTR 出張先のホテルでイケメンち○ぽの餌食に 妊活中の高飛車女上司に一晩中何度も中出ししまくった絶倫性交 川越ゆい（2月25日、MILK）
- エロモード全開! サービス過剰なち○ぽ好きエロマッサージ嬢たち（2月26日、おかず。）
- 生チ●ポに感謝! 出会ってスグ入れたがる変態ご奉仕お姉さん ゆい 酒好きノリ良し生中可たっぷり子宮に射精輪●（3月26日、毒宴会）
- 美人女将 被虐のアナル接待（4月7日、龍縛）
- 奴●色のステージ 47（5月7日、龍縛）
- 完全拘束 快楽拷問 川越ゆい（5月19日、ドグマ）
- 男好き責め好きドエロおねえさんは黒人さんとヤリたい！ でっかいサイズにマン濡れ大興奮して体液まみれの淫獣交尾 川越ゆい（5月22日、シャーク）
- おまんこ図鑑 アナルピクピク! マンビラパックリ!ドアップ丸見え! 挑発!（5月25日、ケイ・エム・プロデュース）
- 奴●色のステージ 48（6月7日、龍縛）
- 顔面変形レズビアン（7月1日、ゑびすさん/妄想族）
- スーパーヒロインドミネーション地獄 39 騎装戦隊ブリッドレンジャー ～ピンクブリッド～（7月12日、GIGA）
- ビンビン敏感! エロお姉さんが貴方の乳首をねっとり愛撫とコリコリ愛撫でギンギンち〇ぽからドピュッとイかせてあげる!（7月25日、ケイ・エム・プロデュース）
- 妻の留守中に義娘のアナルを犯し続けた 真夏の汗だくレイプ（8月7日、アタッカーズ）
- うなじの綺麗な浴衣美人を性感マッサージでとことんイカセてみた（8月14日、パラダイステレビ）
- 家事代行で来た女は、お掃除フェラまでしてくれる美尻人妻だった!?「旦那よりも大きいっつ!」と自らチ○ポを求めるムチムチピタパン熟女（10月14日、カゲキっch）
- アソコに直穿きスポウェア女子 性的エクササイズでマ●コはもう仕上がってます!!（10月23日、オイスター海運）
- 顔で抜く!! 顔面ドアップオナ指示（10月26日、SEX Agent/妄想族）
- 夫の見ている前で私を犯して! ゆいさんのスワッピング記録 川越ゆい（10月29日、ディレクターズ）
- 黒ストッキングの腿こき最強説（12月28日、アロマ企画）

2022年
- ヤンキー兄嫁のTバック姿がシコすぎて（2月1日、ディープス）
- 唾液1000cc交換ごっくん接吻レズ（3月15日、ゑびすさん/妄想族）
- 総勢15人! お父さん達に捧ぐ! 生ストリップショー総集編 全部まとめてイッキ見SP（3月22日、パラダイステレビ）
- レズ旅（2）～カワイイ女子2人がマ●コを濡らしながらイチャラブする初めてのお泊り（6月26日、パラダイステレビ）
- 部下にバイブをパンスト固定され必死にイキ我慢していたが媚薬と追撃ピストンで自分から腰をふりまくる完堕ち女上司（5月3日、ディープス）
- 白濁マン汁掻き出しアクメレズ（6月21日、ゑびすさん/妄想族）
- 一挙公開! シ●ウト“性感エステ”ナンパ（15）～金髪留学生! 体育大の女子学生! 発育のいい田舎娘! 14人の本気イキ見せます!（6月29日、パラダイステレビ）
- 最強ビッチ大集合! 数珠つなぎ乱交SEXパーティーvol.21「お姉さんよりエッチな友達紹介してもらえますか」（7月28日、木曜だヨ! 全員集合っ!!）
- 止まらない連続絶頂 東雲怜弥 何度イっても止まらない快楽を貪りあう究極のオーガズム（7月28日、カゲキっch）
- 快楽堕ちした男の潮吹き 成宮仁 イってもイっても手加減なし! 追撃手コキで射精より凄い激イキ快楽地獄へ…（8月11日、カゲキっch）
- 家族でキャンプ中のお母さんが今日2穴家畜してきます…寝取らせ性癖の旦那を思って勝手に出演した本物ガチ素人妻さん専業主婦・川越ゆい（仮名）下部温泉ミスコン準優勝29歳 寝取らせアナル承諾（10月4日、山と空/妄想族）

2023年
- 全身体臭匂い嗅ぎレズ（2月7日、ゑびすさん/妄想族）
- 野外露出レズビアン（3月7日、ゑびすさん/妄想族）
- レンタル母乳 川越ゆい（4月6日、レイディックス）
- やっぱり俺はオマエ（嫁）の妹とイチャイチャしたいんだ!!（5月20日、ネクスト）
- オマ○コもお尻の穴も広げて見せてあげるからおち○ぽシコシコしてね! 貴方を発射まで導く見せつけオマ○コとアナル!!（5月23日、ケイ・エム・プロデュース）
- 唾液と精子とボールギャグ 2（7月20日、レイディックス）
- 川越ゆい 母乳縄狂い（8月10日、アイエナジー）
- 連れまわし母乳中出し痴○（9月21日、ナチュラルハイ）
- 母乳したたるドマゾ人妻のお下劣セックス（10月12日、センタービレッジ）
- 夫に捨てられた私を狂わせる…義父の母乳マッサージ 川越ゆい（10月13日、溜池ゴロー）
- 淫乱ミルクママ お義母さんオチンチンに母乳かけて 川越ゆい（11月21日、ドグマ）
- 美鼻恥女（11月21日、ゑびすさん/妄想族）
- 乃木絢愛 レズ解禁 ～兄夫婦の秘密～（11月23日、アイエナジー）

2024年
- アナルのシワの数までハッキリわかる! ノーモザイク連続絶頂アナル見せオナニー 22（1月25日、アイエナジー）
- 人妻ラブホ○撮 裏格闘技SEX／裏垢×ドM爆乳／変態性癖（1月27日、ビッグモーカル）
- ネトラレーゼ 妻を、幼馴染の親友に寝取られた話 川越ゆい（3月12日、タカラ映像）
- 隣に住むママ友が我が家で飲み会。胸チラパンチラや風呂上がりの裸で僕を誘ってきて、大人の女のカラダたっぷり教えてもらった。（3月12日、ヒビノ）
- 喉奥肉便器×2 冷酷無残イラマ●●●の標的にされた仲良しインフルエンサー 南梨央奈＆川越ゆい（4月25日、MILK）
- アナルのシワの数までハッキリわかる! スティックローター連続絶頂アナル見せオナニー（5月23日、アイエナジー）
- ヤラせてくれる! ここがウワサの人妻自宅サロン お客様の身体（チ●ポ）に溜まった老廃物（ザーメン）出して差し上げます。川越ゆい（5月25日、ビッグモーカル）
- 義母のスケベな肉体に誘われて、女のカラダ教えてもらいました（6月7日、ヒビノ）
- 最強ビッチ大集合! 数珠つなぎ乱交SEXパーティーvol.64「お姉さんよりエッチな友達紹介してもらえますか」（6月27日、木曜だヨ!全員集合っ!!）
- 前から気になっていたアノ子と3年ぶりに再会したら…あの日よりも綺麗になって…大人レズで好きが溢れる1泊2日のお泊りデート 川越ゆい 新村あかり（8月8日、凸凹はぁと）
- 帰ってきた息子は男の娘! 父と姉の禁断の近親相姦物語!（10月15日、Asia/妄想族）

### 女性向けアダルト作品
2019年
- C-3探偵事務所 ～あらゆる調査を、愛をこめて、最後まで～ ディレクターズカット版（5月9日、GIRL'S CH）
- さくらんぼ事変 ～実は××なんです!～（7月11日、SILK LABO）

### アダルトVR
2016年
- セクシーハーレム ちょっとHなハプニング Vol.2（11月10日、VRプロジェクト）

2017年
- 気になるあの子の机の下に潜ってみたけど… （1月14日、アロマ企画）

2018年
- 濃厚バーチャルレズビアン3本立て! 着エロアイドル渚野洋子AVデビュー! ねっとりベロチュー、双頭ディルドで連続絶頂!!（2月2日、ファインピクチャーズ）
- VR 長尺 ストリップ（2月15日、ガン見隊）

### イメージDVD
- K-まん!（2013年2月1日、心交社）
- pg 17（2013年5月25日、ターンテーブル）
- つるるんベイベー（2013年7月19日、心交社）
- Ten-nyo（2013年9月20日、メディアブランド）

## 出演

### 映画
- 性春リバーサイド ふたりでイこう（2017年4月7日、監督：池島ゆたか、OP PICTURES）- 美樹 役
- 桃源郷的娘（2022年1月21日、監督：太田慶）- 春川桃子 役[3][7]
- 密着巨乳姉妹 おっぱいは知っている（2024年11月29日、監督：国沢実）- 陽子 役[8]

### テレビ番組
- 第1回セクシー女優ダラケ!のスカパー!水泳大会（2015年8月22日、BSスカパー）
- WILD ONE+VIBEBAR presents 春のデンマ祭り（2019年4月18日、パラダイスTV）[9]

### WEB配信番組
- トイズハートプレゼンツ南梨央奈の「大人の時間」ぷらすあるふぁー！（2017年5月23日、ニコニコ生放送（ニコニコ動画） オトコのカラダチャンネル）[10]、MC：南梨央奈、第19回ゲスト：川越ゆい

## 記事
- 【トイズハートプレゼンツ・ニコ生放送再現レポート】南梨央奈ちゃんが親友の川越ゆいちゃんを迎え下ネタトーク全開！　『食ザー』の話から理想のセックス話など1時間ノンストップエロトークをここに再現!!(2017年5月24日、デラべっぴんR)[11]